# Sultan Mahmud
Sultan Mahmud (+ 1403) fou Khan del Kanat de Txagatai (1388–1403). Era fill de Soyurgatmix.
A la mort del seu pare el 1388, Sultan Mahmud fou establert al seu lloc com a kan per Tamerlà. Igual que el seu antecessor, Sultan Mahmud no tenia cap poder polític i només era una figura cerimonial. Monedes amb el seu nom foren encunyades per Tamerlà durant la seva vida. Sultan Mahmud va morir el 1402 i llavors es va posar fi a la línia de kans de Txagatai de Transoxiana (els dos darrers de la branca ogodeïda). Més tard el net de Tamerlà, Ulugh Beg, va seguir nomenant khans però ja no foren rellevants en cap aspecte (excepte Satuk Khan, conegut per haver intentat esdevenir kan de Mogolistan).
Sultan Mahmud Khan dirigia un tuman propi i va participar en la guerra del Mogolistan (1389-1390) i a la primera gran expedició contra Toktamix (1391); el 1398 en la campaña de l'Índia va dirigir l'ala esquerra de l'exèrcit, que tornava a dirigir en la campanya de Síria a la conquesta d'Alep (1401); aquell mateix va participar en incursions per tot l'Iraq Arabí, i va estar en la devastació d'Hilla i de Wasit, passant també per Nayaf que va respectar com a ciutat santa. En la guerra contra els otomans va participar en tots els esdeveniments i al final de la batalla d'Ankara (1403) fou enviat a perseguir a Baiazet I amb les seves tropes fresques i el va localitzar prop de Saraijik; el cavall de Baiazet I va caure i el sultà fou capturat pel Khan. Poc després es va posar seriosament malalt a Ketxik Burlugh i va morir; aquesta mort va causar gran consternació a Tamerlà que va plorar amargament (cosa que no havia fet per fills i nets).